# La Princesse indienne
La Princesse indienne,,,, est le dixième tome de la série de bande dessinée L'Épervier.

## Synopsis
Parvenus entiers au fort de Louisbourg - la traversée ne fut pas des plus faciles, il y a eu des tensions à bord et des attaques anglaises - l'Épervier et son équipage ne rencontrent pas l'apaisement espéré. À peine l'Épervier accoste-t-il à Louisbourg qu'il est agressé par le capitaine de Karrer.
Faire sortir ses marins que Wagner a enfermé en pleine cérémonie de réception de Kermeur à son arrivée, c’est son seul but mais sans créer de pertes dans les rangs des soldats du roi ou risquer de blesser le gouverneur Duquesnel. Finalement Kermeur vient le rencontrer à terre où Wagner est arrêté. Kermeur est envoyé du roi. Ses passagers dont le gouverneur et la princesse indienne Mali se souviennent du courage dont il a fait preuve pendant la traversée depuis la France. A Versailles, Maurepas et Chevigné s’entretiennent sur la fuite du Masque et de ses sbires. On ne sait toujours pas qui il est alors qu’il va encore frapper. En Acadie, Kermeur et la princesse se rapprochent. En Bretagne, Agnès refuse de considérer de Beaucourt comme son mari. Kermeur qui sait qu’il peut désormais compter sur Villéon un autre de ses passagers venus avec lui de France, la menace anglaise est forte. Mais au pays, le roi au comportement curieux pense que Kermeur est mort.

## Personnages
- Yann de Kermeur ;
- son équipage : Cha-Ka, Main-de-fer, Pisse-roide ;
- Le capitaine Wagner : officier suisse du régiment de Karrer, homme arrogant qui voyage à bord de la Méduse ;
- Princesse Mali : princesse amérindienne, passagère de la Méduse.

- À Versailles :
  - Le roi Louis XV : roi de France qui charge Yann de sa mission au Canada ;
  - M. de Maurepas : ministre de la marine ;
  - Comtesse Aude de Séverac

- En Bretagne :
  - Agnès de Kermellec : marié de force au Marquis de Beaucourt ;
  - Henri de Beaucourt : époux d'Agnès ;

## Lieux
- la forteresse de Louisbourg, à Louisbourg
- Québec
- Château de Versailles
- Château de Kerjean, à Saint-Vougay ;